# James Blaine
James Gillespie Blaine (West Brownsville (Pennsylvania), 31 januari 1830 – Washington D.C., 27 januari 1893) was een Amerikaans politicus. Hij was tweemaal minister van Buitenlandse Zaken, voorzitter van het Huis van Afgevaardigden, lid van de Senaat en driemaal presidentskandidaat.

## Levensloop

### Jeugd en vroege carrière
Blaines vader was zakenman en daardoor groeide Blaine op in relatief voorspoedige omstandigheden. Hij studeerde aan Washington College in Pennsylvania. Daarna doceerde hij twee jaar wiskunde aan een school in de staat Kentucky. In diezelfde tijd leerde hij zijn vrouw kennen. Hij begon voor verschillende kranten te schrijven en werd in 1854 eigenaar van een eigen krant, de Journal. De krant steunde de net opgerichte Republikeinse Partij. Daarnaast was de krant ook een financieel succes. De winst belegde Blaine in de kolenindustrie en legde daarmee de basis voor een groeiend fortuin.
Door de krant raakte Blaine ook betrokken bij de politiek. In 1856 was hij een afgevaardigde naar de eerste Republikeinse partijconventie. Hij voelde de meeste aansluiting met de conservatieve vleugel van de partij en steunde de kandidatuur van John McLean, lid van het Hooggerechtshof, voor het presidentschap.

### Lid van het Huis van Afgevaardigden
Twee jaar later werd Blaine zelf voor de eerste keer verkozen in het Huis van Afgevaardigden van de staat Maine. Hij maakte snel carrière en werd in 1861 gekozen als voorzitter. Hij steunde Abraham Lincoln na de uitbraak van de Amerikaanse Burgeroorlog en zette zich actief in voor zoveel mogelijk steun voor het Unieleger vanuit de staat Maine.
Blaine maakte zijn entree in de nationale politiek met zijn verkiezing in het Huis van Afgevaardigden in 1863. Na het einde van de Burgeroorlog was het belangrijkste onderwerp op de politieke agenda de Reconstructie van de verslagen Zuidelijke Staten. Blaine was voorstander van de aanstelling van militaire besturen door president Andrew Johnson, maar wenste ook dat de voormalige rebellen tegemoetgekomen werden. Zo was hij tegenstander van een wet die zuiderlingen weerde van de Militaire Academies. In 1868 stemde hij in met de impeachmentprocedure tegen president Johnson, hoewel hij aanvankelijk tegen was.
Na de Amerikaanse Burgeroorlog was Blaine de aanvoerder in een strijd voor een sterke dollar. Tijdens de oorlog was er 150 miljoen dollar gedrukt die niet door goud ondersteund werden, de zogeheten greenbacks. Blaine was het niet er niet mee eens dat doorgegaan werd met het drukken van deze greenbacks waarmee zelf de rente van vooroorlogse obligaties werd afgelost. Hij vond dat het hier slechts ging om een noodmaatregel tijdens de oorlog om een faillissement van de overheid te voorkomen. Blaine kreeg uiteindelijk zijn zin toen besloten werd dat de nog in omloop zijnde greenbacks inwisselbaar waren tegen goud.
Voorzitter van het Huis van Afgevaardigden Schuyler Colfax werd in 1868 gekozen als vicepresident. Blaines' partijgenoten stemden unaniem voor Blaine als nieuwe voorzitter. Tijdens de campagne van 1872 waren er beschuldigingen dat hij betrokken was bij een omkoopschandaal rondom de spoorwegen, maar die beschuldigingen konden niet hard worden gemaakt. Andere Republikeinen leden wel veel politiek schade, waaronder vicepresident Colfax wiens kandidatuur voor een tweede termijn werd ingetrokken.
Als voorzitter was Blaine voor algemene amnestie voor de voormalige Geconfedereerden, met uitzondering van Jefferson Davis. Verder hielp hij in 1875 president Grant om de Civil Right Act
in het parlement aangenomen te krijgen, waarmee de federale regering iets hoopte te doen tegen het toenemende geweld tegen Afro-Amerikanen in het Zuiden. Verder stemde hij dat elfde jaar tegen een voorstel om het aantal termijnen van een president te beperken tot twee. Blaine was bang dat hij beschuldigd zou kunnen worden van eigen belang, aangezien president Grant bezig was aan zijn tweede termijn en hijzelf gezien werd als potentieel opvolger.
De Republikeinse partij verloor haar meerderheid in het Huis van Afgevaardigden bij de verkiezingen van 1874 aan de Democraten, waarna Blaine terugtrad als voorzitter. Dit gaf hem wel meer tijd om zich te concentreren op zijn presidentiële ambities. Hij hield verschillende toespraken over het belang van de scheiding van Kerk en Staat. Blaine stelde een amendement op de grondwet voor waarin werd voorgesteld dat er geen belastinggeld naar religieuze scholen zou gaan. Zijn belangrijkste doel met het amendement was dat er geen overheidsgeld naar de Rooms-katholieke scholen in de grote steden zou gaan. Die ontwikkelden zich snel door de massale immigratie vanuit landen met een grote Rooms-katholieke bevolking, zoals Ierland. Met het amendement hoopte Blaine vooral protestantse kiezers te mobiliseren en aan te trekken tot de Republikeinse partij. Het amendement werd uiteindelijk aangenomen in het Huis van Afgevaardigden, maar weggestemd in de Senaat.

### Eerste keer presidentskandidaat
Blaine begon in 1876 aan zijn presidentiële campagne als favoriet, maar raakte vrijwel meteen betrokken bij een schandaal. Er waren geruchten dat hij meer dan zestigduizend dollar had ontvangen van de Union Pacific Railroad voor aandelen die bijna waardeloos waren. Dit zou een poging zijn geweest om hem om te kopen. Zowel Blaine als het spoorwegbedrijf ontkenden de beschuldigingen. Democratische Afgevaardigden eisten echter een onderzoek. Tijdens een getuigenis van James Mulligan, een secretaris die werkte voor Blaines schoonbroer, stelde deze dat de beschuldigingen waar waren, dat hij de transactie had geregeld en dat hij brieven had om dat te bewijzen. Daarna had Blaine een ontmoeting met Mulligan. Wat daar gebeurde is onbekend, maar Blaine verliet vertrok met de brieven en weigerde deze over te dragen aan het onderzoekscommissie.
Op de vloer van het parlement bepleitte Blaine zijn onschuld en stelde dat het een wraakpoging van Zuidelijke Democraten was omdat hij een jaar eerder Jefferson Davis had uitgesloten van een amnestiewet. Het incident had echter zijn weerslag op de gezondheid van de presidentskandidaat en aan het einde van een kerkdienst stortte hij in. Een maand later aan het begin van de Republikeinse Conventie in Cincinnati was Blaine echter weer de favoriet voor de nominatie van zijn partij.
Bij de eerste stemming behaalde Blaine 285 stemmen, terwijl geen van andere kandidaten verder kwam dan 125 stemmen. 378 stemmen waren nodig voor een meerderheid. Tijdens de zevende stemming was Blaine opgeklommen tot 351 stemmen, maar zijn tegenstanders hadden zich inmiddels verzameld rondom Rutherford Hayes, de gouverneur van Ohio. Deze sleepte uiteindelijk de nominatie in de wacht.

### Senator
Benjamin Bristow, de zittende minister van Financiën, was een van de andere kandidaten die het niet had gered en hij trad drie dagen later af. President Grant stelde senator Lot Morrill aan als dienst opvolger, waarop de gouverneur van Maine Blaine aanwees voor de beschikbare Senaatszetel.
In de Senaat speelde hij geen prominente rol. Hij verdedigde niet per se het beleid van de inmiddels gekozen president Hayes, maar sloot zich ook niet aan bij Roscoe Conkling die binnen de Republikeinse partij de oppositie leidde tegen Hayes. Blaine kon het namelijk niet goed vinden met Conkling. Als senator was hij er tegen dat de president de federale troepen terugtrok uit de Zuidelijke Staten, waarmee er een einde kwam aan de Reconstructie. Volgens hem kon de kleine troepenmacht die achterbleef nooit voldoende zijn om de veiligheid en rechten van de Afro-Amerikaanse bevolking te waarborgen.

### Tweede gooi naar het presidentschap
President Hayes had al vroeg tijdens zijn presidentschap aangekondigd geen tweede termijn te zoeken, waardoor er volop ruimte was voor Blaines en anderen. Een van de andere kandidaten was voormalig president Grant. Bij de eerste stemming tijdens de Republikeinse conventie behaalde deze 304 stemmen en Blaines 284. Derde was Sherman, maar die weigerde om een van de twee andere kandidaten te steunen in de hoop dat de stemmen van Blaine zijn kant op zouden komen, om te voorkomen dat Grant gekozen werd. Blaines supporters lieten hem uiteindelijk in de steek, maar kozen voor de Afgevaardigde James Garfield en niet voor Sherman, waardoor Garfield de Republikeinse kandidaat werd en vervolgens president. Garfield vroeg Blaine vervolgens als zijn minister van Buitenlandse Zaken.

### Minister van Buitenlandse Zaken
Als minister van Buitenlandse Zaken liet Blaine zijn protectionistische ideeën varen en zette volop in op meer handel, vooral met de Latijns-Amerikaanse staten. Daarmee wilde hij de Britse invloed weghouden uit de regio en de Amerikaanse welvaart doen toenemen. Hij bemiddelde tevergeefs in de Salpeteroorlog tussen Bolivia, Chili en Peru.
Op 2 juli 1881 liepen Blaine en president Garfield door het Baltimore and Potomac Railroad Station in Washington D.C. toen Garfield werd beschoten door Charles J. Guiteau. Een van de kogels kon niet gevonden of verwijderd worden en door een infectie als gevolg van het gebruik van niet-gesteriliseerde medische instrumenten werd Garfield steeds zieker en stierf.
Garfields dood was niet alleen een persoonlijke tragedie voor Blaine, het betekende ook het einde van zijn dominante positie in het kabinet, omdat de nieuwe president Chester Arthur een politiek tegenstander van hem was. Blaine bleef aan tot december van het jaar aan als minister van Buitenlandse Zaken en stapte toen op. Zijn opvolger Frederick Frelinghuysen deed geen verdere pogingen om de Salpeteroorlog te beëindigen, maar zette Blaines beleid, waarbij hij inzette op lagere import- en exporttarieven, voort

### Derde poging: Republikeinse presidentskandidaat
Blaine besteedde de jaren daarna aan het schrijven van het eerste deel van zijn politieke biografie Twenty Years of Congress. Daarmee verwierf hij zich ook weer een prominente plek op het politieke toneel, mooi op tijd voor de presidentsverkiezingen van 1884. Blaine was in eerste instantie terughoudend om zich voor een derde keer verkiesbaar te stellen, maar president Arthur miste een stevige basis in zijn eigen partij, waardoor er kansen waren voor Blaine. Blaine haalde bij de eerste stemming op de Republikeinse conventie de meeste stemmen, maar nog geen absolute meerderheid. Blaine sleepte de nominatie binnen, doordat John Sherman en Arthur Lodge zich terugtrokken als kandidaat en hun steun uitspraken voor hem. Lodge werd als beloning aangewezen als kandidaat voor het vicepresidentschap.
De voormalige minister van Buitenlandse Zaken moest het opnemen tegen de Democratische kandidaat Grover Cleveland, de gouverneur van New York. Cleveland had het een imago van hervormer en corruptiebestrijder. Daarmee was hij de ideale kandidaat om het op te nemen tegen Blaine, aan wie oude beschuldigingen bleven kleven, die door de Democraten dankbaar werden opgerakeld tijdens de campagne. Cleveland op zijn beurt zou een onwettig kind hebben verwekt bij een vrouw. Dat gaf hij ook toe, maar hij stelde dat de moeder van het kind contact had gehad met meerdere mannen en dat ze niet wist wie de vader was. Cleveland had als enige vrijgezel destijds zijn verantwoordelijkheid genomen, stelde hij.
Blaine verloor nipt in de vier belangrijkste swingstaten en daardoor de verkiezingen. Hij accepteerde zijn verlies en wijdde het jaar daarna aan het schrijven van het tweede deel van zijn biografie. Hij bracht in de zomer van 1887 een bezoek aan Europa met vrouw en dochters en bezocht Groot-Brittannië, Frankrijk en Oostenrijk-Hongarije. Vanuit Europa schreef hij een brief naar de New-York Tribune waarin hij de plannen van Cleveland bekritiseerde op de handelstarieven met de Europese landen verder te verlagen. Volgens Blaine ging dat ten koste van de welvaart van de Amerikaanse arbeiders. De kritiek verhoogde zijn politieke profiel en zijn aanhangers drongen er op aan dat hij zich in 1888 weer verkiesbaar zou stellen voor het presidentschap, maar Blaine weigerde en verbleef tijdens de Republikeinse Conventie in het zomerhuis van staalmagnaat Andrew Carnegie in Schotland, in de hoop dat zijn intenties daarmee voldoende duidelijk waren. De Republikeinen kozen voor de voormalige senator Benjamin Harrison, die Cleveland versloeg en vervolgens Blaine vroeg als zijn minister van Buitenlandse Zaken.

### Voor een tweede keer minister van Buitenlandse Zaken
Blaine en Harrison zaten wat betreft hun visie op het buitenlands beleid op één lijn, maar er ontstond steeds meer afstand tussen beide mannen. Harrison stoorde zich aan Blaines vele afwezigheid vanwege ziekte en maakte zich zorgen over diens nog steeds grote populariteit en was bang dat hij zich in 1892 kandidaat zou stellen voor het presidentschap. Ondanks de groeiende weerstand bleef de president goed samenwerken met zijn minister van Buitenlandse Zaken.
Beide mannen wilden de Amerikaanse macht en handel in de Pacific verder uitbreiden en wilden meer toegang tot de havens van Pearl Harbor op Hawaï en Pago Pago op Samoa. Zowel Amerika als Groot-Brittannië als Duitsland claimde zeggenschap over Samoa. Het conflict werd beslecht tijdens een conferentie in Berlijn in 1890, waarbij werd afgesproken dat alle drie de landen toegang kregen tot de haven.
Blaine deed er ook alles aan om te komen tot nauwere banden met het Koninkrijk Hawaï, om te voorkomen dat het een Brits protectoraat zou worden. Hij stelde de Hawaïaanse ambassadeur voor dat zijn land een Amerikaans protectoraat zou worden, maar koning Kalakaua wilde geen soevereiniteit opgeven. Blaine benoemde vervolgens John L. Stevens als Amerikaans ambassadeur naar Hawaï. Stevens wilde al langere tijd dat de Verenigde Staten Hawaï zouden annexeren en werkte nauw samen met Amerikanen op Hawaï om dat doel te bereiken. Dit mondde uiteindelijk uit in een staatsgreep tegen de nieuwe koningin Liliuokalani in 1893 en daarna de opname van Hawaï in de Verenigde Staten, hoewel Blaine toen al geen minister meer was.
Verder was Blaine de grote initiatiefnemer achter de eerste Conferentie van Amerikaanse staten, waarmee hij hoopte nauwere banden te bewerkstelligen tussen de Verenigde Staten en diens zuidelijke buren in Latijns-Amerika. Blaine hoopte dat de banden voor de Verenigde Staten en diens zuidelijke tegenhangers zouden zorgen voor het openen van de Latijns-Amerikaanse markten voor handel met de Verenigde Staten. Ook wilde hij arbitrage invoeren om geschillen tussen Amerikaanse landen te voorkomen of te beslechten. Op beide terreinen kreeg hij te maken met sterke weerstand. Argentinië en Chili, die veel handel dreven met Europa, wilden zich niet in een Amerikaans keurslijf laten persen. En Chili had als overwinnaar in de Salpeteroorlog niets te winnen bij een bureau voor arbitrage onder Amerikaanse leiding. Het enige dat Blaine bereikte was de oprichting van een permanent secretariaat in Washington.
Qua gezondheid werd Blaine steeds kwetsbaarder gedurende zijn ministerschap. Ook op persoonlijk vlak bleef hij niet gespaard. In 1890 overleden plotseling twee van zijn kinderen en twee jaar later opnieuw een zoon. Drie dagen voor de Republikeinse Conventie in 1892 trad Blaine terug uit het kabinet van Harrison. Velen dachten dat hij zich kandidaat zou stellen voor de Republikeinse nominatie. Blaine stelde dat dat niet zijn bedoeling was, maar zijn medestanders zagen dit aan als valse bescheidenheid en zette zich in voor zijn verkiezing. Harrison werd al tijdens de eerste stemming gekozen als Republikeinse genomineerde, maar Blaine behaalde toch nog een zesde van de stemmen en eindigde als tweede.
In de maanden daarna ging Blaines gezondheid verder achteruit en hij overleed op 27 januari 1893 thuis in Washington D.C..
- Biblioteca Nacional de España: XX4833274
- Bibliothèque nationale de France: cb144393063 (data)
- Gemeinsame Normdatei: 11885187X
- International Standard Name Identifier: 0000 0000 6632 3735
- Library of Congress Control Number: n82011612
- National Archives and Records Administration: 10569101
- Nationale Bibliotheek van Israël: 987007258605605171
- Nederlandse Thesaurus van Auteursnamen: 075110857
- SNAC: w67w6mwb
- Système universitaire de documentation: 07786980X
- Biographical Directory of the United States Congress: B000519
- Virtual International Authority File: 15566890
- WorldCat: E39PBJg4gWcCJtJQDKVDwTKfMP

Jefferson ·
Randolph ·
Pickering ·
Marshall ·
Madison ·
Smith ·
Monroe ·
Adams ·
Clay ·
Van Buren ·
Livingston ·
McLane ·
Forsyth ·
Webster ·
Upshur ·
Calhoun ·
Buchanan ·
Clayton ·
Webster ·
Everett ·
Marcy ·
Cass ·
Black ·
Seward ·
Washburne ·
Fish ·
Evarts ·
Blaine ·
Frelinghuysen ·
Bayard ·
Blaine ·
Foster ·
Gresham ·
Olney ·
Sherman ·
Day ·
Hay ·
Root ·
Bacon ·
Knox ·
Bryan ·
Lansing ·
Colby ·
Hughes ·
Kellogg ·
Stimson ·
Hull ·
Stettinius ·
Byrnes ·
Marshall ·
Acheson ·
Dulles ·
Herter ·
Rusk ·
Rogers ·
Kissinger ·
Vance ·
Muskie ·
Haig ·
Shultz ·
Baker ·
Eagleburger ·
Christopher ·
Albright ·
Powell ·
Rice ·
Clinton ·
Kerry ·
Tillerson ·
Pompeo ·
Blinken ·
Rubio